# Idner Faustino Lima Martins
Idner Faustino Lima Martins, genannt Idi (* 19. Dezember 1978 in Santa Maria), ist ein brasilianischer Volleyballspieler.

## Karriere
Idi begann 1993 seine Volleyball-Karriere in einer Schulmannschaft. Zunächst spielte er für sieben Vereine in Brasilien, bevor er von 2001 bis 2004 beim portugiesischen Verein Esmoriz Ginásio Clube erstmals in Europa spielte. 2005 gewann er mit Hypo Tirol Innsbruck die österreichische Meisterschaft. Über das italienische Codyeco Santa Croce und den türkischen Verein IBB Istanbul kam er nach Griechenland, wo er 2007 mit Iraklis Thessaloniki ebenfalls die nationale Meisterschaft gewann. Nachdem er zwischenzeitlich in Tarent aktiv gewesen war, wurde er vom deutschen Bundesligisten VfB Friedrichshafen verpflichtet. Am Bodensee feierte der Außenangreifer drei deutsche Meisterschaften in Folge sowie den Sieg im DVV-Pokal 2007/08. 2010 kehrte der Brasilianer, der außerdem die portugiesische Staatsbürgerschaft besitzt, zunächst in seine Heimat zurück. In Minas blieb er jedoch nur bis Dezember, ehe er vom polnischen Erstligisten Zaksa Kędzierzyn-Koźle als kurzfristiger Ersatz für einen verletzten Spieler verpflichtet wurde. Dort wurde er in Meisterschaft und Pokal jeweils Zweiter. Nachdem er mit den Polen im CEV-Pokal gegen den VfB gewonnen und anschließend das Finale erreicht hatte, kehrte er im Sommer 2011 schließlich nach Friedrichshafen zurück. Hier wurde er 2012 erneut DVV-Pokalsieger. Da er in der Saison 2012/13 laut VfB Geschäftsführer Hauke dem Anspruch als Annahmespezialist nicht gerecht wurde, entließ ihn der Verein vor der Auswärtsbegegnung der Hauptrunde in Düren. Faustino fand sofort mit den hotVolleys Wien einen neuen Verein. Nach weiteren Stationen in Russland, in der Türkei, in Katar und in Indonesien kehrte Idi 2017 zum TV Rottenburg in die deutsche Bundesliga zurück, wo er bis 2019 aktiv war.